# 比羅·拉斯洛
比羅·拉斯洛·約瑟夫（匈牙利語：Bíró László József，1899年9月29日—1985年10月24日），西班牙語名拉迪斯拉奧·荷西·比羅（西班牙語：Ladislao José Biro），原名史威格·拉斯洛·約瑟夫（匈牙利語：Schweiger László József），書寫工具原子筆開發者。出生於布達佩斯。
不同於歷史上第一個發明出原子筆的美國人約翰·J·勞德之成品是用在書寫較粗糙的材質表面，比羅·拉斯洛的原子筆可在一般紙張上便利使用，並且有取得專利而在商業市場上獲得成功。

## 生平
在匈牙利從事記者職務時，比羅有感在工作期間書寫事物時常會花費許多時間在填充鋼筆墨水，以及清除鋼筆墨水在紙上的污痕。之後他注意到用在報紙印刷上的墨水較快乾而較不易在紙上產生汙痕，便嘗試將印刷墨水加在鋼筆裡試用，但因為發現該墨水對於鋼筆太黏稠而捨棄此方法。
後續比羅想出製作一種以圓珠做為筆尖書寫的筆來解決，並請他從事化學領域的兄弟比羅·喬治（Bíró György）協助開發。比羅第一個開發成功的原子筆成品之後在1931年於布達佩斯國際博覽會上展示，也在1938年於巴黎申請了原子筆的專利。
二戰爆發後，1943年比羅和他的家人搬離到南美洲的阿根廷居住，同年的6月10日比羅改向美國申請原子筆專利，另外與他的兄弟以及友人瓊安·荷黑·梅恩（Juan Jorge Meyne）成立了「阿根廷比羅筆」（ Pens of Argentina）公司開始販賣原子筆。1945年法國人士馬塞爾·碧（Marcel Bich）向比羅買下了原子筆專利後，馬塞爾讓他成立的Bic文具公司生產原子筆販售。
比羅於1985年10月24日在布宜諾斯艾利斯離世，隔年阿根廷以他的出生日9月29日，作為阿根廷的發明家日（Inventors' Day）來紀念。

## 圖集
- 比羅·拉斯洛過去在阿根廷販售的原子筆「Birome」。
- Birome原子筆在阿根廷刊載的廣告圖片。
- 位於匈牙利布達佩斯第二區一帶的比羅·拉斯洛紀念牌匾。
- 位於布達佩斯第三區一帶公園裡，掛有比羅·拉斯洛紀念圖像的牆壁。